# Mohamed Abbou (homme politique tunisien)
Pour les articles homonymes, voir Mohamed Abbou et Abbou.
Mohamed Abbou (arabe : محمد عبو), de son nom complet Mohamed Mehrzi Abbou (arabe : محمد المحرزي عبو), né le 10 mai 1966 à Tunis, est un avocat et homme politique tunisien.
Il est ministre auprès du chef du gouvernement chargé de la Réforme administrative dans le gouvernement Hamadi Jebali, de décembre 2011 à juin 2012. Secrétaire général du Congrès pour la République (CPR) de mai 2012 à mars 2013, il occupe la même fonction dans son propre parti, le Courant démocrate, jusqu'en mars 2016 et depuis avril 2019. En février 2020, il est nommé ministre d'État, ministre auprès du chef du gouvernement chargé de la Fonction publique, de la Gouvernance et de la Lutte contre la corruption, au sein du gouvernement Fakhfakh.

## Biographie

### Formation
Après avoir obtenu une maîtrise en droit et un diplôme d'études approfondies en sciences criminelles, il soutient le 28 août 2012 une thèse de doctorat en droit privé à l'université de Tunis - El Manar, intitulée Limites de la liberté de presse.

### Militantisme
Avocat auprès de la Cour de cassation de Tunis, Mohamed Abbou se fait connaître par son militantisme en faveur des droits de l'homme. Il est le fondateur de l'Association internationale de soutien aux prisonniers politiques et membre du Conseil national pour les libertés en Tunisie. Il a également été membre du comité directeur de l'Association des jeunes avocats, membre du bureau exécutif du Centre de Tunis pour l'indépendance de la justice et du barreau et membre dirigeant d'un parti politique, le Congrès pour la République.
Il est arrêté le 1er mars 2005 et condamné le 29 avril à trois ans et six mois de prison ferme à la suite de ses articles publiés sur Tunisnews, un site web d'opposition au régime de Zine el-Abidine Ben Ali, plus précisément à la suite de l'article intitulé Ben Ali - Sharon dans lequel il compare Ben Ali au Premier ministre israélien Ariel Sharon,.

### Responsabilités politiques

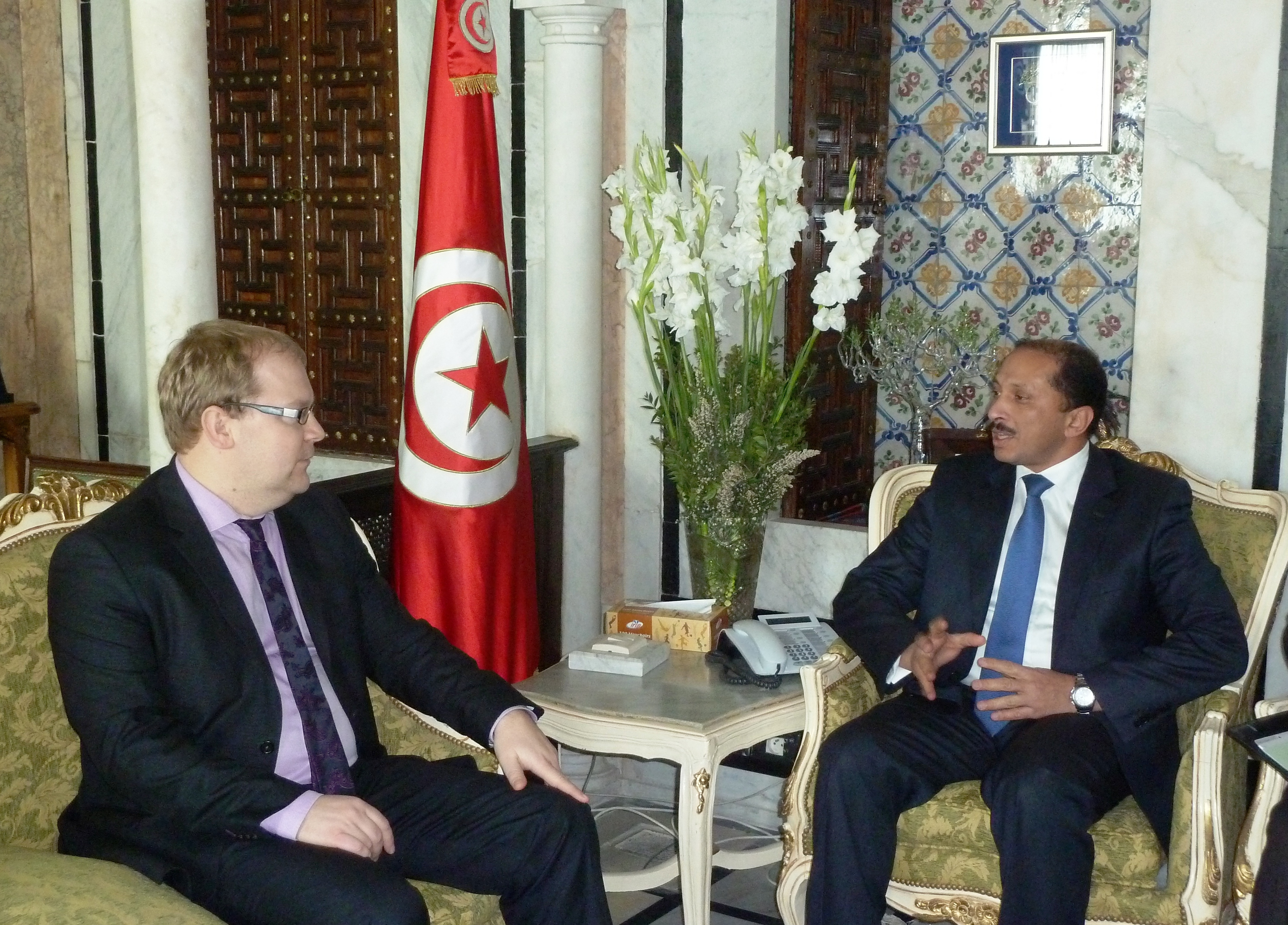
Mohamed Abbou, durant son premier mandat de ministre avec le ministre estonien des Affaires étrangères, Urmas Paet, en mars 2012.

Après la révolution de 2011 et le renversement du régime Ben Ali, il est élu le 23 octobre 2011 comme membre de l'assemblée constituante dans la première circonscription de Nabeul, avant d'être nommé le 24 décembre comme ministre auprès du Premier ministre, chargé de la Réforme administrative dans le gouvernement Hamadi Jebali. À la suite de cette dernière nomination, il préfère démissionner de la constituante afin de se consacrer à son ministère.
Le 13 mai 2012, à l'issue du conseil national du CPR, Abbou est élu secrétaire général du parti en remplacement d'Abderraouf Ayadi. Le 30 juin, il annonce sa démission du gouvernement lors d'une conférence de presse au siège du CPR : il justifie sa décision par ses prérogatives limitées qui ne lui permettent pas, selon ses dires, de combattre la corruption. Au terme du congrès du parti, il est confirmé le 26 août dans ses fonctions de secrétaire général du CPR.
Il présente sa démission de son parti le 17 février 2013 avec l'intention de créer un nouveau parti social-démocrate, avant de se raviser le 22 février. Le 14 mars, il présente une nouvelle fois sa démission. Le 12 juin, il annonce la naissance d'un nouveau parti, le Courant démocrate.
Le 27 mars 2016, Ghazi Chaouachi lui succède comme secrétaire général du Courant démocrate à l'occasion de son premier congrès électoral. Le 21 avril 2019, il reprend la tête du parti, devenant dès lors son candidat pour la présidentielle de 2019, lors du deuxième congrès national. Il est finalement éliminé dès le premier tour.
Le 19 février 2020, il est nommé ministre d'État, ministre auprès du chef du gouvernement chargé de la Fonction publique, de la Gouvernance et de la Lutte contre la corruption.
Le 2 septembre 2020, il annonce, en marge d'une conférence de presse tenue au siège du ministère pour évoquer les réalisations de ses services, sa démission du secrétariat général du Courant démocrate, tout en dénonçant le parti islamiste Ennahdha. Le 9 décembre, il quitte le Courant démocrate.

### Vie privée
Mohamed Abbou est marié à Samia Abbou, membre de l'assemblée constituante puis députée. Ils sont les parents de trois enfants.

## Publications
- (ar) ضدّ التيار : تجربة من داخل الحكم [« Contre le courant, une expérience au sein du pouvoir »], Tunis, Dar el-Kitab,‎ 2021[19],[20]